# Aster amellus
Aster amelle
Espèce
Classification phylogénétique
L'Aster amelle ou Marguerite de la Saint-Michel (Aster amellus L.) est une espèce de plante à fleurs de la famille des Asteraceae et du genre Aster.

## Description
C'est une plante herbacée vivace d'une hauteur de 15 à 60 cm.
La tige est dressée, souvent ramifiée vers le haut. Les feuilles sont entières, rugueuses et pubescentes. Les fleurs en tubes jaunes et les ligules bleu violacé.

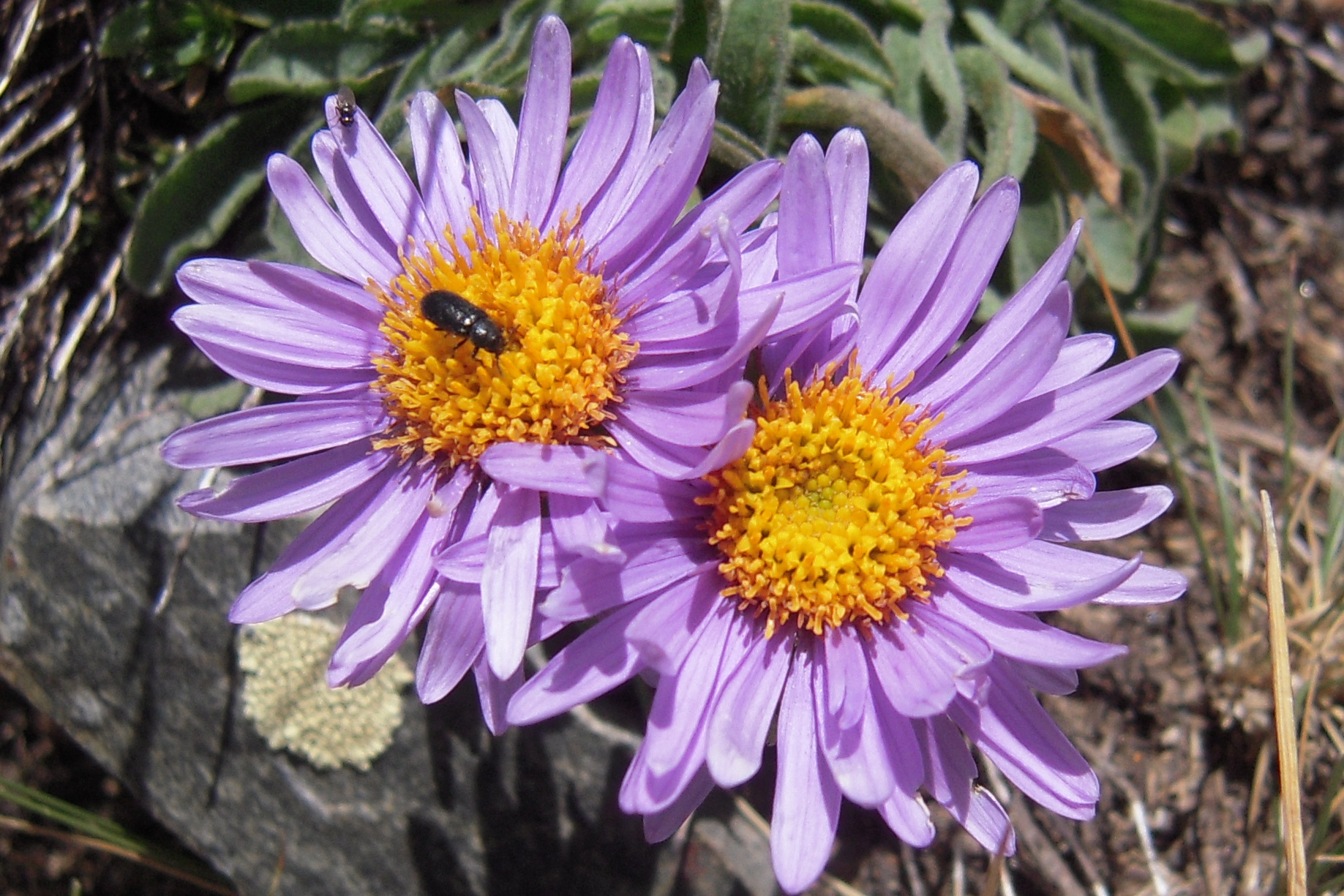
Aster amelle à Megève.

## Habitats
Étages collinéens et montagnards. Stations chaudes et sèches. Pelouses, clairières, lisières, talus, chemins.

## Répartition
Médioeuropéenne. France: Est, Centre. Absente de la région méditerranéenne.

## Protection
L'Aster amelle figure sur la Liste des espèces végétales protégées sur l'ensemble du territoire français métropolitain. Elle craint la densification des couverts.

## Taxonomie

### Synonymes de l'aster amelle
| - Amellus officinalis Gaterau - Amellus vulgaris Opiz - Aster acmellus Pall. - Aster albus Willd. ex Spreng. - Aster amelloides Hoffm. - Aster amelloides Besser - Aster atticus Pall. - Aster bessarabicus Bernh. ex Rchb. - Aster collinus Salisb. - Aster elegans Nees | - Aster noeanus Sch.Bip. ex Nyman - Aster ottomanum Velen. - Aster pseudamellus Wender. - Aster pseudoamellus DC. - Aster purpureus Gueldenst. ex Ledeb. - Aster scepusiensis Kit. ex Kanitz - Aster tinctorius Wallr. - Aster trinervius [invalide] - Diplopappus asperrimus (Nees) DC. - Diplopappus laxus Benth. - Galatella asperrima Nees |